# Katechizm Heidelberski

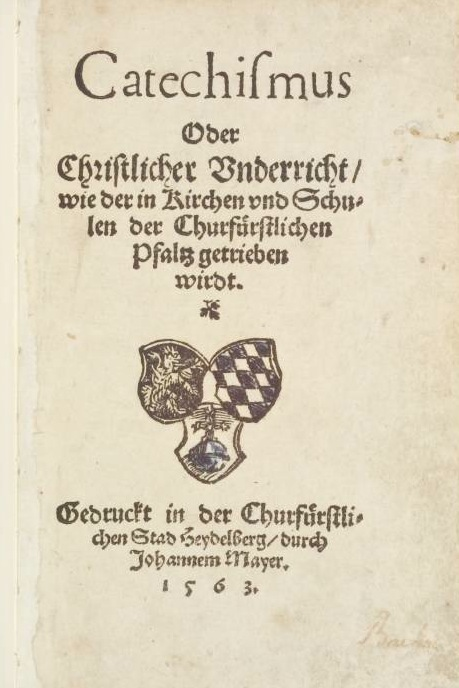
Wydanie z 1563 r.

Katechizm Heidelberski (nazywany także Katechizmem Palatyńskim) – jeden z podstawowych dokumentów, zawierających doktrynę teologiczną reformowanego chrześcijaństwa (w tym kalwinizmu). Został napisany w 1563 w formie pytań i odpowiedzi oraz przetłumaczony na wiele języków.
Książę-elektor Palatynatu Fryderyk III Wittelsbach (panował od 1559 do 1576) polecił teologom: Zachariusowi Ursinusowi i Casparowi Olevianusowi, aby napisali katechizm reformowany na podstawie dzieł najwybitniejszych reformatorów. Fryderyk III pragnął stworzyć dzieło zwalczające teologię katolicką na podstawie cytatów z Biblii i jednocześnie tworzące płaszczyznę porozumienia między luteranami i reformowanymi. Katechizm opublikowano w języku niemieckim z przedmową Fryderyka III 19 stycznia 1563. Drugie i trzecie wydanie niemieckie, z niewielkimi uzupełnieniami, a także łacińskie tłumaczenie, opublikowano w tym samym roku w Heidelbergu. Na język niderlandzki został przetłumaczony przez Petrusa Dathenusa i wydany łącznie z Psałterzem genewskim w 1566. W Niderlandach spopularyzował to dzieło pastor Piotr Gabriel.
Katechizm składa się z 52 rozdziałów, kolejno przeznaczonych do nauczania na każdą niedzielę w roku. Został zatwierdzony w 1563 przez Synod Heidelberski. Na użytek Niderlandów został zaaprobowany w latach 1618-1619 przez Synod w Dort jako jedna z Trzech Form Jedności, obok Konfesji Belgijskiej i Kanonów z Dort. Od tej pory wszyscy pastorzy zostali zobowiązani do nauczania wiernych Katechizmu w każdą niedzielę (ta praktyka jest do dziś kontynuowana w niektórych parafiach holenderskich).
W obecnej formie Katechizm składa się ze 129 pytań i odpowiedzi, podzielonych na 3 główne części:
- O niedoli człowieka

Ta część omawia upadek Adama, status człowieka wobec Boga i boskie prawa wobec człowieka.
- O zbawieniu człowieka

Ta część podkreśla konieczność Zbawiciela, ważność wiary (przedstawionej za pomocą 12 artykułów wiary chrześcijańskiej, podzielonych na sekcje: Bóg Ojciec i stworzenie, Bóg Syn i zbawienie, Bóg Duch Święty i uświęcenie, Usprawiedliwienie, Sakramenty chrztu i wieczerzy).
- O potrzebie wdzięczności

Ta część omawia: nawrócenie, 10 przykazań, Modlitwę Pańską.
Pierwsza część stanowi podsumowanie całego Katechizmu, który ma charakter raczej pobożny, niż dogmatyczny. Widoczne jest to w pierwszym pytaniu: W czym znajdujesz jedyną pociechę w życiu i wobec śmierci? W tym, że ciałem i duszą należę – zarówno teraz, gdy żyję, jak i wtedy, gdy umrę – nie do siebie, ale do Jezusa Chrystusa, mego wiernego Zbawiciela. To On swą drogą krwią dał całkowite zadośćuczynienie za moje grzechy, wyzwolił mnie z mocy diabła, to On strzeże mnie tak dobrze, że nawet włos z głowy mi nie spadnie bez woli Ojca niebiańskiego, co więcej – wszystko musi służyć mojemu dobru. Dlatego – przez Ducha Świętego – daje mi On pewność życia wiecznego i pozwala, abym od tej chwili z całego serca pragnął żyć dla Niego.
Katechizm jako „pomost” między luteranami i reformowanymi podkreśla rolę Prawa Bożego jako źródła wiedzy o nieprawości i niedoli człowieka oraz jako źródła wiedzy o woli Boga, który oczekuje od człowieka doskonalenia się i wdzięczności. Katechizm wywarł także wpływ na doktrynę anglikanizmu.